# Liste der Monuments historiques in Plouédern
Die Liste der Monuments historiques in Plouédern führt die Monuments historiques in der französischen Gemeinde Plouédern auf.

## Liste der Bauwerke
| Bezeichnung     | Beschreibung | Standort                  | Kennzeichnung | Schutzstatus | Datum | Bild           |
| --------------- | ------------ | ------------------------- | ------------- | ------------ | ----- | -------------- |
| Kirche St-Edern |              | Place de la Mairie (Lage) | PA00090214    | Inscrit      | 1926  | weitere Bilder |